# Crips
Los Crips son un conjunto de pandillas formadas por afroamericanos, pero no exclusivamente, fundada en Compton, Los Ángeles (California, Estados Unidos), en 1969. En la actualidad, los Crips han pasado de ser una alianza de dos bandas autónomas a formar una extensa red de grupos vagamente unidos, que en ocasiones luchan entre ellos en violentas guerras internas.
Los Crips son una de las pandillas más extensas y violentas, con un número de miembros que oscila entre los 30.000 y los 35.000. La banda está involucrada en asesinatos, tráfico de drogas y armas, entre otras muchas actividades criminales. Sus miembros usan como "bandera" el color azul, que lucen en todas sus prendas de ropa, aunque esta práctica ha disminuido debido a las medidas contra pandilleros tomadas por parte de la policía. Son públicamente conocidos por su rivalidad con los Bloods, otra pandilla de Los Ángeles. El cumpleaños de los Crips es el 13 de abril.

## Historia
Stanley Tookie Williams se reunió con Raymond Lee Boon en 1969, y los dos decidieron unir a los miembros de sus pandillas locales de los lados este y oeste de South Central, Los Ángeles, con el fin de darle batalla a las bandas rivales de la calle vecina. La mayoría de los miembros rondaban los 17 años de edad. Williams señaló la fecha de la fundación de 1969 en sus memorias, Furia Azul, Redención Negra. La actividad de pandillas en el centro-sur de Los Ángeles tiene sus raíces en una serie de factores que datan de la década de 1950 y 1960, incluyendo el declive económico posterior a la Segunda Guerra Mundial, que conduce a la pobreza y el desempleo, la segregación racial que condujo a la formación de clubes de la calle por los jóvenes afroamericanos que fueron excluidos de organizaciones como los Boy Scouts, y la aparición de organizaciones nacionalistas negras como el partido de las Panteras Negras y el movimiento del Poder Negro.
El nombre original de la alianza era Cribs, un nombre elegido de una lista de opciones, y elegido por unanimidad de tres opciones finales, que incluía los Black Overlords y los Assassins. Cribs fue elegido por reflejar la edad de la mayoría de los miembros de la banda (Crib en inglés significa "cuna"). El nombre de Cribs cambió al de Crips cuando miembros de la banda comenzaron a llevar bastones al estilo de los pimps (proxenetas). La gente del barrio les comenzó a llamar los "lisiados" (cripples), o Crips, para abreviar. Un artículo de Los Angeles Sentinel publicado en febrero de 1972 se refirió a algunos miembros como Crips ("lisiados"). El nombre no tiene un significado político, organizacional, críptico o acrónimo, aunque algunos han sugerido que las letras significan "revolución en progreso común" ("Common Revolution In Progress"). Williams, en sus memorias, niega que el grupo era una escisión del Partido de las Panteras Negras o formado por una agenda de la comunidad, y asegura que el nombre solo "mostraba a una alianza de combate contra las pandillas callejeras, nada más y nada menos".  Washington, quien asistió a la Fremont High School, fue el líder de los Crips del East Side, y Williams, quien asistió a la Escuela Secundaria Washington, lideraba a los Crips del West Side.
Williams recordó que el pañuelo azul fue usado por primera vez por un miembro Crips fundador llamado Buda, como parte de su ropa de colores coordinados de azul de Levi's, una camisa azul oscuro y tirantes azules. El pañuelo azul fue usado en homenaje a Buda después de que fuese asesinado a tiros el 23 de febrero de 1973, y finalmente el azul se convirtió en el color asociado con los Crips.

## Cadena de mando
Inicialmente no había cargo de líder. No había líderes Crips que ocuparan posiciones de liderazgo como tal, ya que fueron reconocidos como líderes debido a su carisma personal y su influencia. Estos líderes dieron prioridad a la ampliación de los miembros del grupo con el fin de aumentar su poder. En 1978 había 45 pandillas Crips, denominados conjuntos, que operaban en Los Ángeles. La banda se hizo cada vez más violenta en su intento de expandir su territorio.

## Financiación
A principios de la década de 1980, la banda estuvo muy involucrada con el tráfico de drogas. Algunos de estos conjuntos Crips comenzaron a producir y comercializar PCP (fenciclidina) dentro de la ciudad. También comenzaron a comercializar marihuana y anfetaminas en Los Ángeles. En ese mismo periodo, los Crips comenzaron a comercializar cocaína y crack. Las enormes ganancias derivadas de la venta de cocaína y crack indujo a muchos miembros de los Crips a establecer nuevos mercados en otras ciudades y estados. Además, muchos hombres jóvenes en otros estados adoptaron el nombre de Crips y su estilo de vida. Como resultado de estos dos factores, el número de miembros de los Crips aumentó durante la década de 1980, convirtiéndose en una de las mayores asociaciones de pandillas callejeras en el país. En 1999, había por lo menos 600 conjuntos Crips con más de 30.000 miembros involucrados en el tráfico de drogas en Estados Unidos.

## Miembros

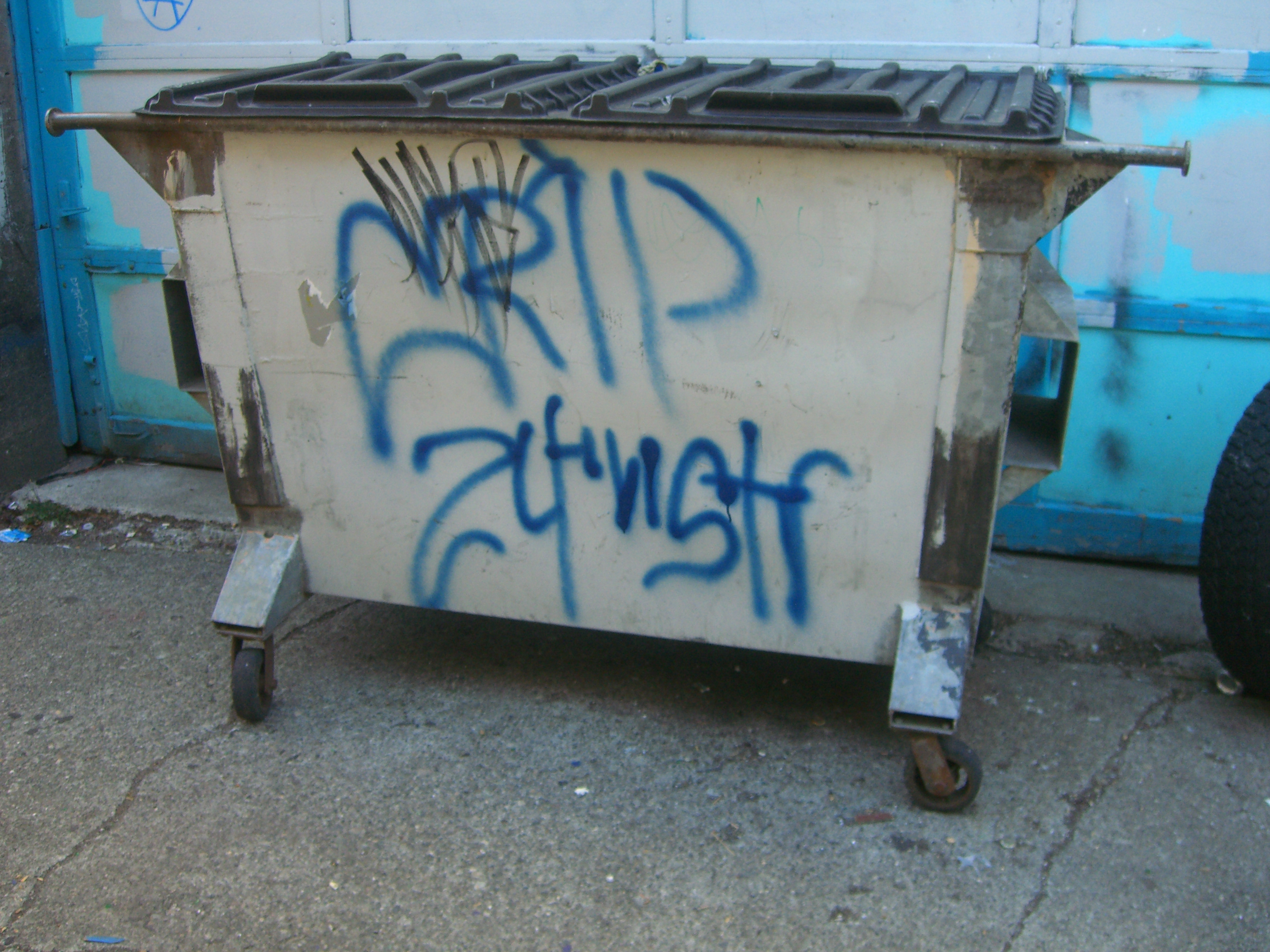
Grafiti marcador de territorio Crip en Olympia, Washington.

Los Crips están constituidos por más de 800 conjuntos con un total de 30.000 a 35.000 miembros y asociados, incluyendo más de 13.000 miembros en Los Ángeles. Los estados con mayor número estimado de Crips son California, Misuri, Oklahoma y Texas. Los miembros son, normalmente, jóvenes afroamericanos y en algunos casos pueden ser blancos, asiáticos o mestizos latinoamericanos. Los miembros famosos ex pandilleros o los sospechosos de asociarse con los Crips son Snoop Dogg, Ice-T y Eazy-E (miembro del grupo de gangsta rap N.W.A.), quienes comenzaron su carrera rapeando para el público Crip, cambiando así la historia del rap a nivel mundial.

### Raperos Crips conocidos
A continuación, una lista de raperos que tienen afiliaciones con esta banda, y también se dice a que conjunto o división pertenecen
- Atraxx/Ahytami (21th Street)
- Kurupt (Rollin 60s)
- Eazy-E (Kelly Park Compton)
- MC Ren (Kelly Park Compton)
- Warren G (Rollin 20's)
- Daz Dillinger (21'st Street)
- Nate Dogg (Rollin 20's)
- WC (111 Neighborhood)
- Jayo Felony (N-Hood 47 Blocc)
- Lil Eazy (Kelly Park Compton)
- Glasses Malone (división desconocida)
- Snoop Dogg (Rollin 20's)
- Xzibit (52 Killaz Air)
- Rip Ridaz (52 Killaz Air)
- Spider Loc (97 ECC)
- Ice-T (Hoover)
- Dresta (Nutty Blocc)
- B.G. Knocc Out (Nutty Blocc)
- MC Eiht (159th Street TPCC)
- CJ Mac (Rollin 60s)
- Lil C' Style (19th Street)
- South Central Cartel (Hoover)
- C-Bo (29th Street GBC)
- Coolio (Corner Poccet)
- Dirty Red (52 Killaz Air)
- Young Jeezy (Rollin 20's)
- Nipsey Hussle (Rollin 60s)
- Lil Loaded  (Rollin 60s)
- Tay K 47 (Insane Long Beach Crips)
- Vince Staples (división desconocida)
- Blueface (School Yard Crips)
- NLE Choppa (Grape Street Memphis Crips)
- Quando Rondo (división desconocida)
- Wiz Khalifa (división desconocida)
- Pop Smoke (división desconocida)
- Lil Tjay (división desconocida)
- Lil Baby (división desconocida)
- Ricc Ross (división desconocida)
- Roddy Ricch (división desconocida)
- Maxo Kream (división desconocida)
- Dusty Locane (división desconocida)
- Rah Swish (división desconocida)
- Dread Woo (division desconocida)
- Sheff G (división desconocida)
- Sleepy Hallow (division desconocida)
- Quelly Woo (división desconocida)

## Violencia entre Crips
Los Crips se hicieron populares en todo el sur de Los Ángeles a medida que unió a más pandillas juveniles, y hubo un momento en que superaban en número a las pandillas no Crips por 3 a 1, lo que generó conflictos con pandillas como los L.A. Brims, Athens Park Boys, The Bishops, The Drill Company y The Denver Lanes. En 1971 la notoriedad de la banda se había extendido a través de Los Ángeles.
En 1971 una pandilla de Piru Street (Compton), conocida como Piru Street Boys, se asoció a los Crips. Tras dos años de paz, hubo un enfrentamiento entre los Piru Street Boys y los demás grupos Crips. Más tarde las discusiones entre los antiguos aliados se convirtieron en una violenta guerra de bandas. Esta guerra se prolongó hasta 1973, fecha en la que la pandilla de Piru convocó una reunión con otras bandas que eran blanco de los Crips. Entonces, los Piru Street Boys rompieron toda conexión con los Crips y crearon una alianza de bandas que más tarde serían conocidos como Bloods.
Desde entonces, han surgido enfrentamientos y disputas entre los diferentes grupos Crips. Un error muy extendido es pensar que los Crips solo luchan contra los Bloods. En realidad, luchan entre sí. Por ejemplo, los Rollin' 60s y los 83rd Street Crips son rivales desde 1979. En Watts, Los Ángeles, el enfrentamiento entre los Grape Street Crips y los P Jay Crips alcanzó tal grado de tensión que los P Jay Crips incluso se asociaron con un grupo de Bloods locales, el Bounty Hunter Bloods, para luchar contra los Grape Street Cripslocal.

## Relación con otras pandillas
Tradicionalmente, los Crips están enfrentados a los Bloods, que se consideran sus mayores rivales. Sin embargo, los Crips también suelen estar en guerra contra pandillas de latinoamericanos como Los Sureños, Mara Salvatrucha, Vatos Locos, People Nation, Latin Kings y Los Ñetas, así como con muchos grupos de Skinheads neonazis estadounidenses. A lo largo de los años, los Crips y los Bloods han firmado treguas para enfrentarse a enemigos comunes, aunque estas treguas nunca han durado demasiado. Algunas pandillas aliadas de los Crips son Folk Nation, Norteños 14, Gangster Disciples, La Raza, Black Guerrilla Family y La Familia Michoacana (cartel de México).

## Prácticas

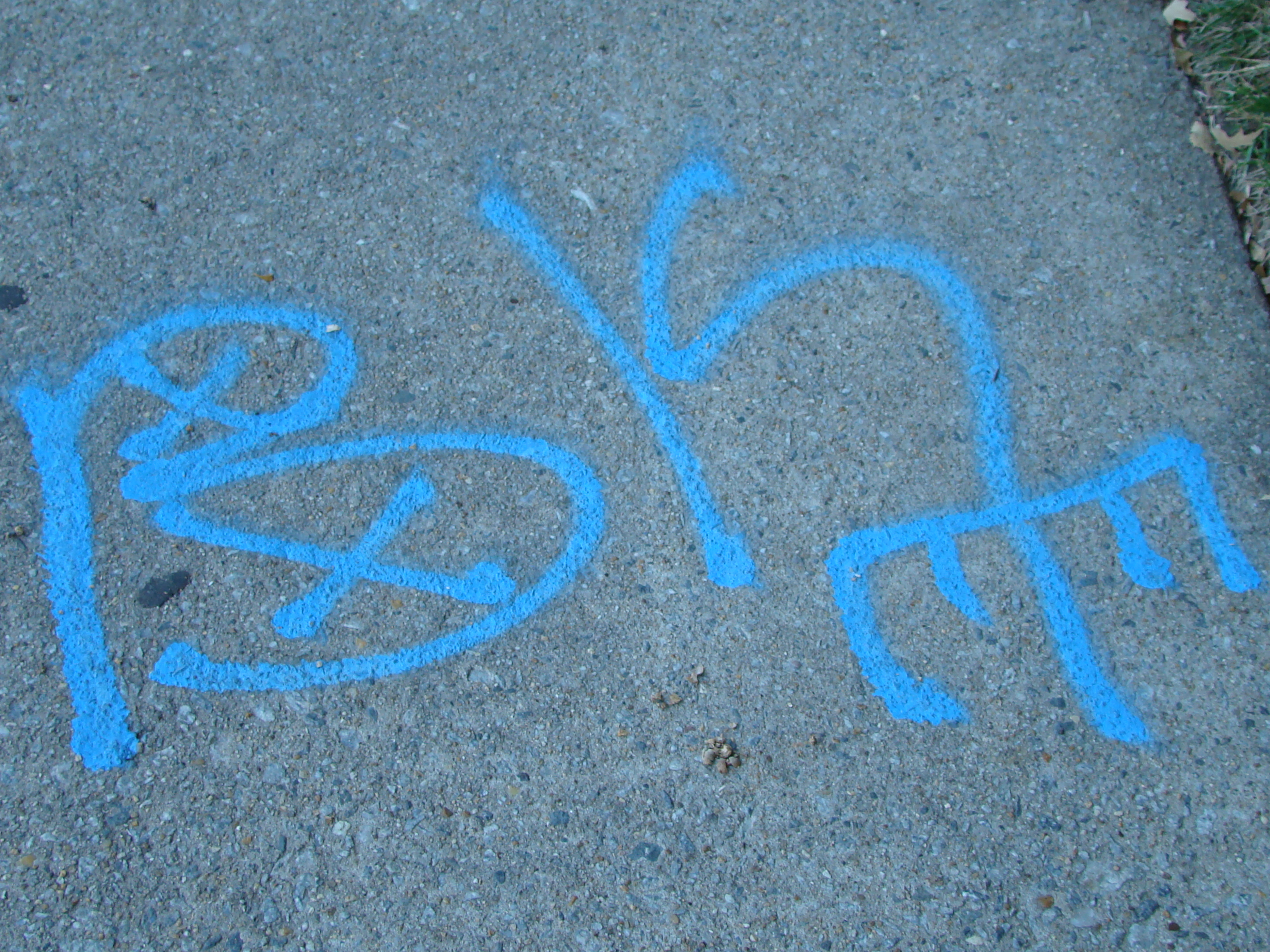
Grafiti "BK" (blood killer) en Alexandria, Virginia.

Las prácticas de alfabetización de la vida de pandillas Crip por lo general incluyen rap, el grafiti y las sustituciones y supresiones de determinadas letras del alfabeto. La letra b en la palabra blood se considera una falta de respeto entre ciertos conjuntos y se escribe con un aspa en su interior debido a su asociación con el enemigo. La combinación de letras ck, que significa Crip Killer, se evita y se sustituye por una doble c, y la letra b es reemplazada. Por ejemplo, la frase kick back se escribe como kicc vacc. Muchas otras letras también son alteradas por las asociaciones simbólicas. Los Crips tradicionalmente se refieren el uno al otro como Cuzz, que a su vez se utiliza a veces como un apodo para Crip. Crab es el epíteto más irrespetuoso para llamar a un Crip, y puede justificar represalias mortales. Durante las décadas de 1970 y 1980, los Crips se comunicaban verbalmente en los pabellones de las prisiones mediante el suajili para mantener su privacidad entre los guardias y las bandas rivales.
Otra práctica común es el Crip Walk o C-Walk, un continuo movimiento de pies, usado para explicar detalladamente imágenes y símbolos relacionados con gánsteres. Se originó a principios de los años 70 en Compton, una zona residencial pobre de la ciudad californiana de Los Ángeles, popularmente referenciada en letras de rap. Se convirtió en un símbolo del movimiento de pies en los 80, y pronto inspiró los bailes de hip-hop a finales de los 90s. El B-Walk es una variante de este baile, realizada por los Bloods.